# 桜小学校のオオアカガシ

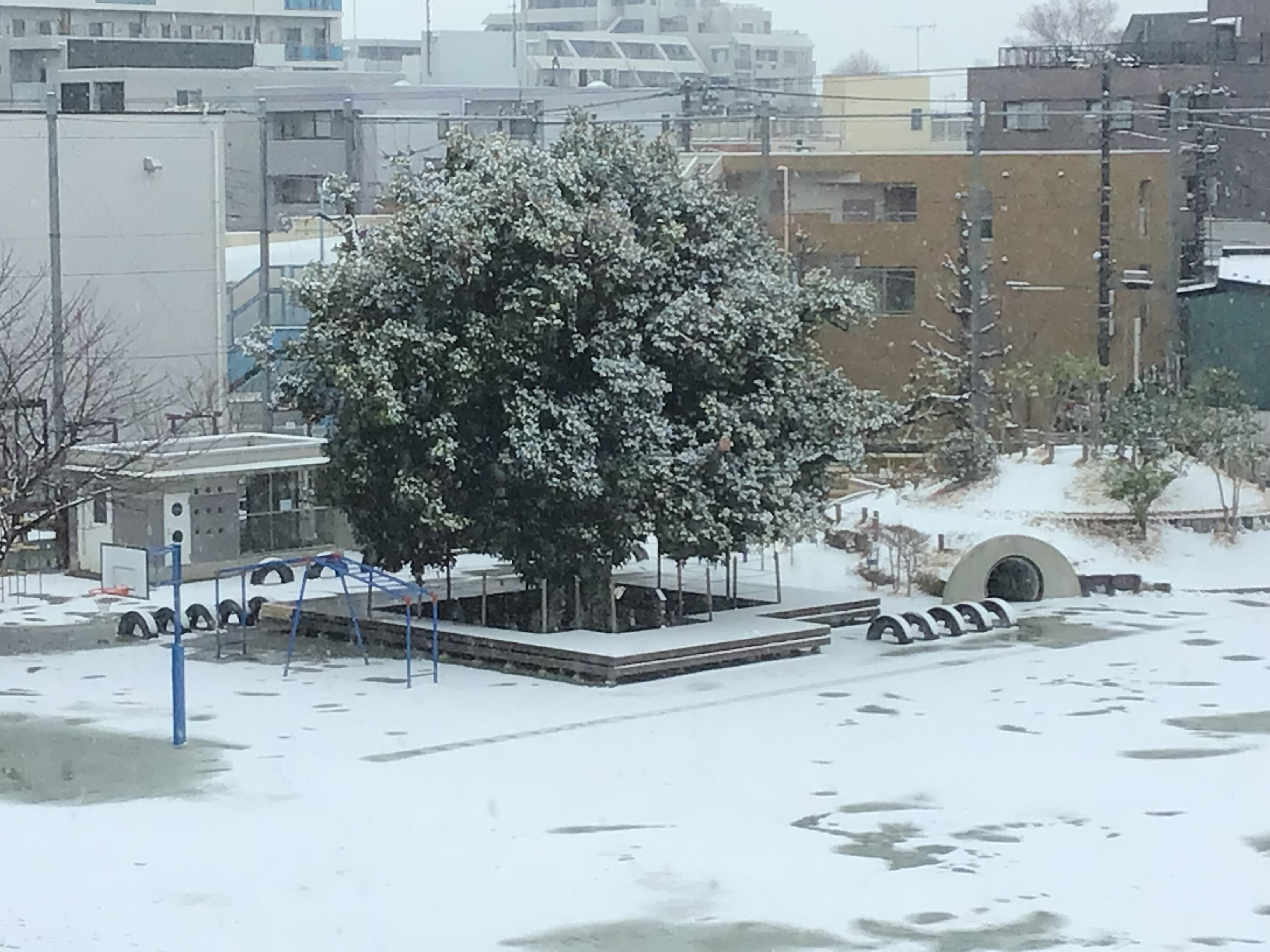
雪の日の桜小学校のオオアカガシ

桜小学校のオオアカガシ（さくらしょうがっこうのオオアカガシ）は、東京都世田谷区世田谷二丁目の世田谷区立桜小学校校庭に生育するオオアカガシ（アカガシの変種）の巨木である。樹齢約400年のこの木は東京都内では最大級のオオアカガシの木であり、1972年（昭和47年）に東京都の天然記念物に指定された。

## 由来

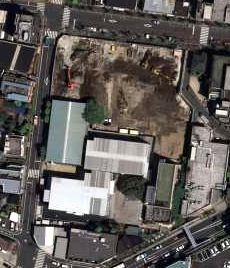
世田谷区立桜小学校の航空写真（2009年4月27日撮影）

桜小学校の校庭南東の一隅に、この木が球状の樹冠を見せて立っている。樹頂は北側に傾いていて欠損も見られるが、樹勢は旺盛で多くの葉を茂らせ、姿も優れた木である。樹齢は推定で400年、樹高は約13.5メートル、幹周は約3.4メートルを測り、東京都内にあるオオアカガシのうちでは巨木とされる。オオアカガシ（学名：Quercus acuta var. megaphylla）はアカガシ（学名：Quercus acuta）の変種で、東京都内では荏原付近を中心とする狭い地域に生育し、普通のアカガシより葉がやや大型なところに特色がある。
桜小学校の所在地は、かつて仙蔵院（せんぞういん）という寺院の境内であった。仙蔵院は勝国寺（世田谷区世田谷四丁目に現存）の門徒で宝光山と号し、新義真言宗に属していた。1872年（明治5年）の『新義真言真言律宗本末一派寺院明細帳II』によると、境内の広さは1050坪あったが、無住の寺だったため本寺の勝国寺住職がこの寺の住職も兼務していた。その頃この木は、本堂の裏手に生育していた。
その後仙蔵院は廃寺となり、この地には1880年（明治13年）に桜小学校が移転してきた。桜小学校は前年の1879年（明治12年）12月1日に開校し、当初は円光院（世田谷区世田谷四丁目に現存）の本堂を仮の校舎としていた。翌年に仙蔵院の増築工事に着手し、字横根（後の世田谷区桜丘）にあった廃寺善徳院（曹洞宗）の材木を使って完成し、4月15日に開校式を挙げている。
開校時には、校門を入ると正面にこの木があり、木の前には御真影と教育勅語を保管する奉安所が設置されていた。桜小学校の校歌は、1917年（大正6年）生まれでこの学校に通っていた女子児童の作を北原白秋が補作し、草川信が作曲したもので、この木についても歌われている。
1965年（昭和40年）頃に当時の教頭と児童たちが落葉の数を数えてみたところ、50万枚以上になったという。東京都内では最大級のオオアカガシの木として、1972年（昭和47年）4月19日に東京都の天然記念物に指定された。昭和末期から平成初期にかけて大気汚染によって一時樹勢が衰え、木の上部が衰弱したり葉のついてない大枝や小枝が目立ったりする状態になっていた。その後樹勢は回復し、豊かに葉を茂らせる姿が見られるようになった。度重なる校舎の増改築などにより、生育場所は校門正面から校庭の一角に変わったが、木は変わらずに保存された。2009年（平成21年）から約1年半を費やした改築工事を機に、地域の人々は桜小学校に通う児童のためにこの木の周囲にヒノキ材を使ったウッドデッキを完成させている。

## 交通アクセス
所在地
- 東京都世田谷区世田谷二丁目4番15号 世田谷区立桜小学校校庭

交通
- * 東急世田谷線上町駅下車。または東急バス・小田急バス「桜小学校｣「上町」下車[24]。